# عیسی‌آباد (زهک)
عیسی‌آباد یا موسی‌آباد روستایی در دهستان خمک بخش جزینک شهرستان زهک استان سیستان و بلوچستان ایران است.

## جمعیت
بر پایه سرشماری عمومی نفوس و مسکن در سال ۱۳۹۵ جمعیت این روستا ۸۰ نفر (۲۱خانوار) بوده‌است.